# 464. kemična brigada (ZDA)
464. kemična brigada (izvirno angleško 464th Chemical Brigade) je bila kemična brigada Kopenske vojske Združenih držav Amerike.